# Cerro San Javier
El Cerro San Javier se encuentra en la provincia de Tucumán, a una distancia de unos 24 km de la ciudad capital, San Miguel de Tucumán, utilizando la Ruta Provincial 338. El camino hacia el cerro tiene más de 100 curvas y en todo momento puede apreciarse la típica vegetación tropical. 
La sierra de más de 19.000 hectáreas, tiene una altura máxima de unos 1876 m s. n. m. la cumbre del Taficillo al norte. La formación vegetal dominante es la nuboselva, selvas y bosques de montañas o yungas, en la que se constituyen las villas veraniegas más cercanas a la ciudad, Villa Nougués, El Siambón, Raco y San Javier. 
En él se practican actividades deportivas como parapente, trekking, cabalgatas, ciclismo de montaña, senderismo, etc, siendo un entorno ideal para este tipo de actividades.

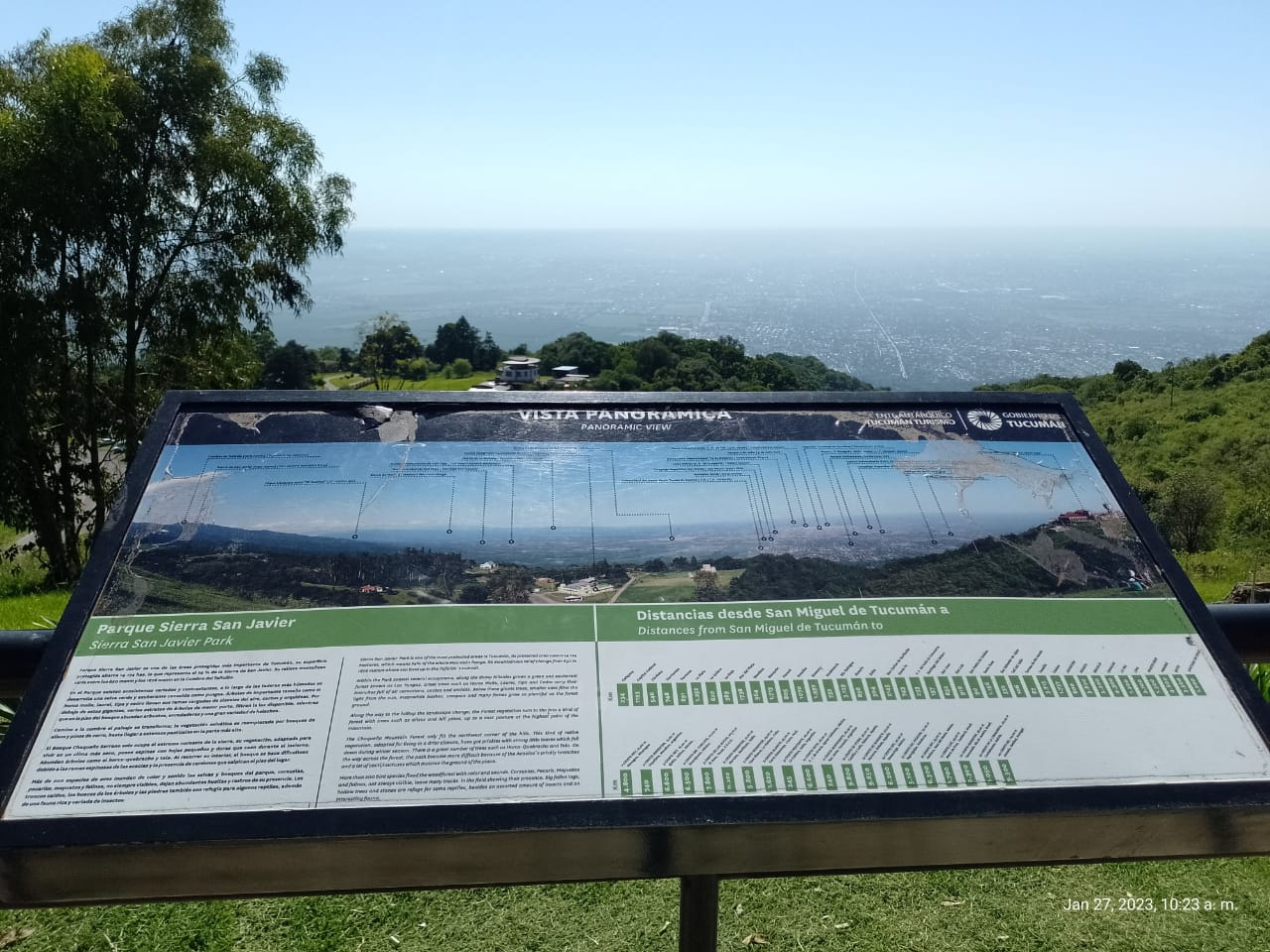
Vista panorámica de la Ciudad de San Miguel de Tucumán, desde el cerro San Javier

Ofrece una vista hermosísima: hacia un lado oeste, la capital y su llanura circundante, y del otro, las verdes mesadas que tienen como fondo las cumbres Calchaquíes.

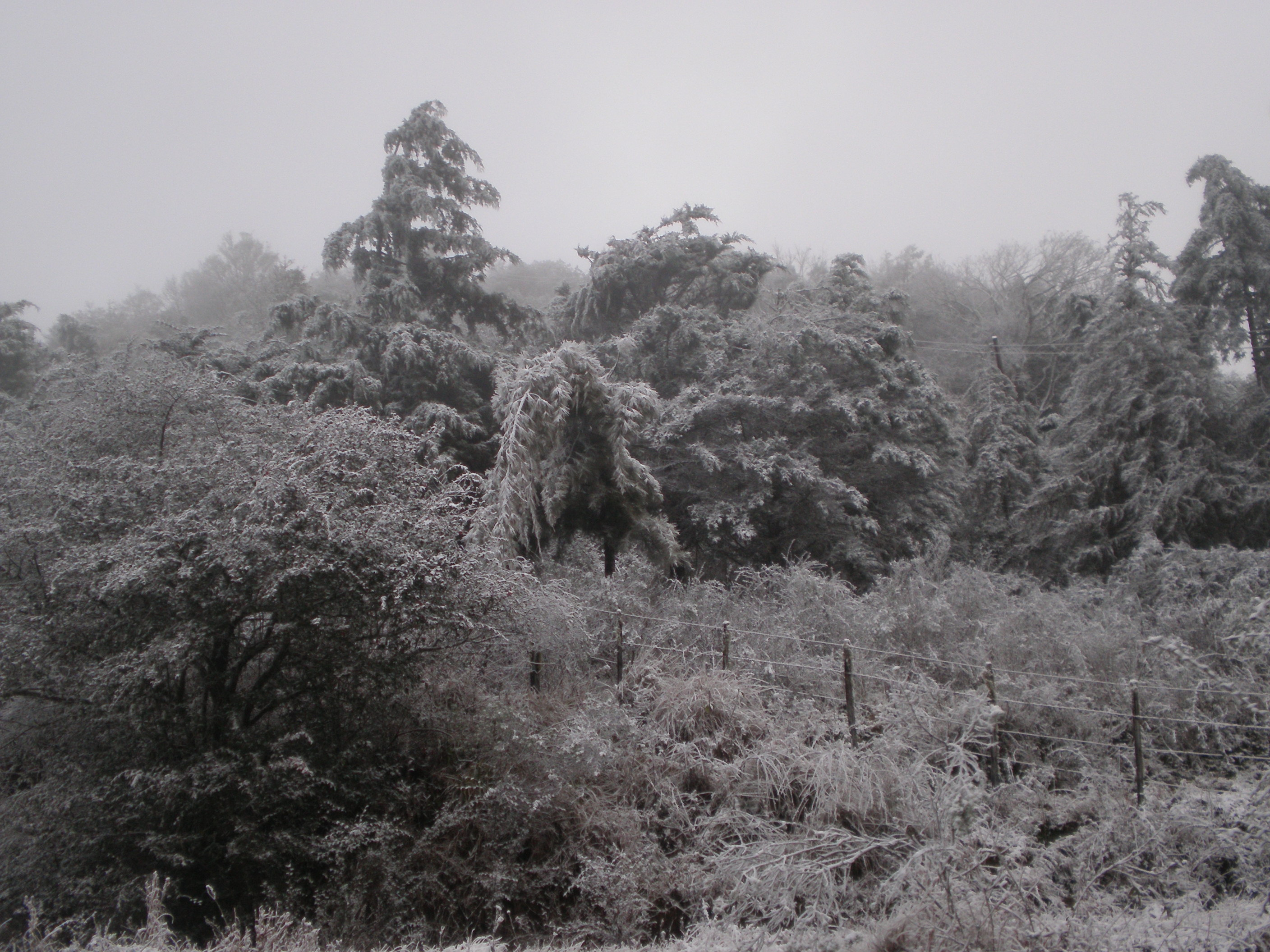
Nieve en el cerro San Javier, el 9 de julio de 2007.

La temperatura es muy agradable durante todo el año, sobre todo en verano debido a que se transforma en un oasis en relación con las altas temperaturas existentes algunos kilómetros "abajo" en San Miguel de Tucumán. En invierno, se dan esporádicas nevadas.
Sobre la dorsal de la sierra, cerca de Yerba Buena,  se encuentra la villa veraniega de San Javier, a unos 1200 m s. n. m. Allí se alza el Cristo Bendicente, una escultura de 28 m de altura y 135,8 tn de peso, realizada por el artista tucumano Juan Carlos Iramain, e inaugurada en 1942, año de fundación de la Villa. Debido a su tamaño, se puede apreciar desde la ciudad.